# Zingha zingha
Zingha zingha är en fjärilsart som beskrevs av Stoll 1780. Zingha zingha ingår i släktet Zingha och familjen praktfjärilar. Inga underarter finns listade i Catalogue of Life.